# 马蒂亚日·德贝拉克
马蒂亚日·德贝拉克（1965年8月27日—），斯洛文尼亚男子跳台滑雪运动员。他曾代表南斯拉夫参加1988年冬季奥林匹克运动会跳台滑雪比赛，获得一枚银牌和一枚铜牌。